# NGC 1233
NGC 1233  je spirální galaxie v souhvězdí Persea. Její zdánlivá jasnost je 13,1m a úhlová velikost 1,8′ × 0,6′. Je vzdálená 201 milionů světelných let, průměr má 105 000 světelných let. Galaxii objevil 10. prosince 1871 Édouard Stephan. Položka NGC katalogu NGC 1235 bývá považována za duplictní označení této galaxie, ač poloha takto katalogizovaného pozorování, které provedl 21. 10. 1886 L. Swift, se liší od polohy galaxie NGC 1233 o půl stupně.
V galaxii byly pozorovány supernovy SN 2009lj a SN 2017lf typu Ia.